# TVR 3000M
TVR 3000M – sportowy samochód osobowy produkowany przez brytyjskie przedsiębiorstwo motoryzacyjne TVR w latach 1972-1979.

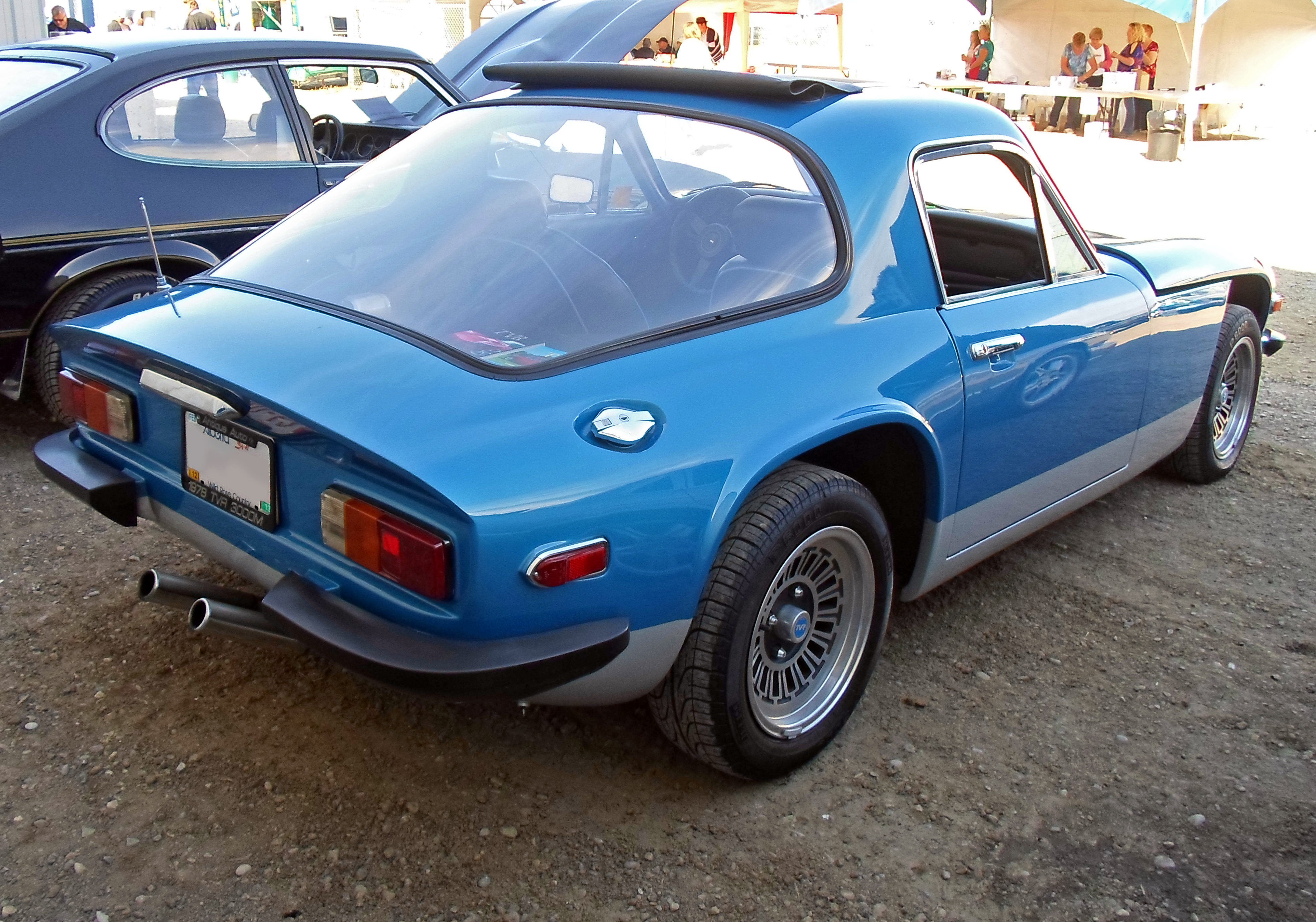
Tył TVR 3000M

## Dane techniczne TVR 3000M

### Silnik
- V6 3,0 l (2982 cm³)[1]
- Układ zasilania: gaźnik Weber[1]
- Średnica cylindra × skok tłoka: 91,00 mm × 71,00 mm[1]
- Stopień sprężania: b.d.
- Moc maksymalna: 138 KM przy 5000 obr./min[1]
- Maksymalny moment obrotowy: b.d.

### Osiągi
- Przyspieszenie 0-80 km/h: b.d.
- Przyspieszenie 0-100 km/h: b.d.
- Prędkość maksymalna: 195 km/h[1]